# D-Day (película)
D-Day (conocida en Reino Unido como D-Day: Dog Company) es una película de acción, historia y drama de 2019, dirigida por Nick Lyon, escrita por Geoff Meed y protagonizada por Randy Couture, Chuck Liddell y Weston Cage Coppola, entre otros. El filme fue realizado por Cinedigm Entertainment Group, Not a King Entertainment y The Asylum, se estrenó el 1 de julio de 2019.

## Sinopsis
A un grupo especial de militares estadounidenses, los mandan a que eliminen unos nidos de ametralladoras alemanas, se hallan a ciegas expuestos en un lugar adverso.